# Euclimacia nelsoni
Euclimacia nelsoni är en insektsart som beskrevs av Navás 1914. Euclimacia nelsoni ingår i släktet Euclimacia och familjen fångsländor. Inga underarter finns listade i Catalogue of Life.